# Ovamboïta
L'ovamboïta és un mineral de la classe dels sulfurs. Rep el nom d'Ovamboland, un bantustan de l'antiga Namíbia, a on pertany la localitat on va ser descoberta el mineral.

## Característiques
L'ovamboïta és un sulfur de fórmula química Cu₁₀Fe₃WGe₃S₁₆. Va ser aprovada com a espècie vàlida per l'Associació Mineralògica Internacional l'any 1992. Cristal·litza en el sistema isomètric.
Segons la classificació de Nickel-Strunz, l'ovamboïta pertany a «02.CB - Sulfurs metàl·lics, M:S = 1:1 (i similars), amb Zn, Fe, Cu, Ag, etc.» juntament amb els següents minerals: coloradoïta, hawleyita, metacinabri, polhemusita, sakuraiïta, esfalerita, stil·leïta, tiemannita, rudashevskyita, calcopirita, eskebornita, gal·lita, haycockita, lenaïta, mooihoekita, putoranita, roquesita, talnakhita, laforêtita, černýita, ferrokesterita, hocartita, idaïta, kesterita, kuramita, mohita, pirquitasita, estannita, stannoidita, velikita, chatkalita, mawsonita, colusita, germanita, germanocolusita, nekrasovita, stibiocolusita, maikainita, hemusita, kiddcreekita, polkovicita, renierita, vinciennita, morozeviczita, catamarcaïta, lautita, cadmoselita, greenockita, wurtzita, rambergita, buseckita, cubanita, isocubanita, picotpaulita, raguinita, argentopirita, sternbergita, sulvanita, vulcanita, empressita i muthmannita.

## Formació i jaciments
Va ser descoberta a la mina Tsumeb, a la localitat homònima, que històricament va pertànyer al bantustan d'Ovamboland, regió que dona el nom al mineral. Actualment està ubicada a la regió d'Otjikoto, a Namíbia. Es tracta de l'únic indret on ha estat descrita aquesta espècie mineral.